# Cosa si può dire di te?/Quando una lei va via
Cosa si può dire di te?/Quando una lei va via è il secondo singolo dei Pooh del 1972. 

## Storia
Si tratta della prima pubblicazione in cui la voce solista di Roby Facchinetti si presenta al grande pubblico in un ruolo di maggiore importanza. Questo singolo conferma la grande popolarità cui è giunto il complesso, pur non raggiungendo lo stesso successo del precedente. Il testo narra una storia - sentimentale e ricca di pathos - di amore platonico e verginità.
Il retro del disco, Quando una lei va via, è cantato principalmente da Riccardo Fogli e descrive la delusione di un uomo piantato in asso dalla partner dopo che lui le ha confessato una storia sentimentale passata da tempo. A differenza del lato A, Quando una lei va via veniva eseguita con una certa regolarità ai concerti e si tratta di un pezzo almeno altrettanto famoso. Dopo l'uscita di Fogli, nel corso degli anni è stato interpretato prima da Dodi Battaglia negli anni 70/80, poi da Stefano D'Orazio negli anni 90/00 poi dal 2010 da Red Canzian e nel tour celebrativo dei 50 anni di carriera (a cui ha fatto seguito lo scioglimento) è stato ripreso dallo stesso Riccardo Fogli rientrato nel gruppo per l'occasione.
I due pezzi, tra i più noti dei Pooh all'epoca, sono di Facchinetti-Negrini e vennero inclusi nell'album Alessandra come anche nella raccolta I Pooh 1971-1974.

## Tracce
LATO A
1. Cosa si può dire di te? (testo: Valerio Negrini – musica: Camillo Facchinetti)

LATO B
1. Quando una lei va via (testo: Valerio Negrini – musica: Camillo Facchinetti)

## Formazione
- Roby Facchinetti - tastiere, voce solista
- Riccardo Fogli - basso, voce solista
- Dody Battaglia - chitarra, cori
- Stefano D'Orazio - batteria, cori